# Hvězdná flotila
Hvězdná flotila (v anglickém originále Starfleet) je ve světě Star Treku fiktivní průzkumná, humanitární a obranná složka Spojené federace planet, pro kterou zajišťuje průzkum vesmíru, vědecký výzkum a z velké části i diplomacii (často jsou to právě kapitáni hvězdných lodí, kteří jako první navazují diplomatické kontakty s nově objevenými světy). Hvězdná flotila slouží i jako federální policie, nemá však pravomoc zasahovat do jurisdikce pořádkových složek jednotlivých členských světů Federace. Dále se stará o řešení humanitárních krizí a zajišťuje vojenskou obranu všech členských světů.

## Historie
Přesný vznik Hvězdné flotily není přesně znám. Hvězdná flotila Spojené federace planet však vznikla z původní Hvězdné flotily Spojené Země (koalice planet) a její vznik je datován někdy na počátek 22. století, kdy patrně nahradila organizaci UESPA. Ve Star trek: Nová generace uvádějí vznik flotily na stejné datum jako vznik hvězdné koalice v roce 2161.
Během jejího formování bylo určeno, že bude sloužit výzkumu vesmíru, mapování hvězdných systémů, planet a civilizací při dodržování principu nevměšování se, jinak známého jako Základní směrnice. Lodě jsou schopné cestovat díky objevu warpového pohonu nadsvětelnými rychlostmi. Dalším úkolem flotily je bránit Federaci před vnějšími útoky a zprostředkovávat spojení s desítkami hvězdných základen budovaných ve všech částech známého vesmíru.

## Složky Hvězdné flotily
Hvězdná flotila se skládá z mnoha složek, jež mají odlišné úkoly.
- Akademie Hvězdné flotily (Starfleet Academy) je výcvikové centrum kadetů, kteří se připravují pro službu ve Hvězdné flotile. Studium zde trvá čtyři roky. Hlavní velitelství se nachází v San Franciscu na Zemi.
- Velitelství Hvězdné flotily (Starfleet Command) je hlavním centrem velení celé Hvězdné flotily. Nachází se v San Franciscu.
- Doky pro stavbu hvězdných lodí Hvězdné flotily (Starfleet Shipyards) zajišťují stavbu vesmírných lodí pro Hvězdnou flotilu.
- Starfleet Engineering Corps
- Výzvědná služba Hvězdné flotily (Starfleet Intelligence) zajišťuje pro Spojenou federaci planet výzvědné informace, odhaluje špionáže apod.
- Starfleet Judge Advocate General (JAG) je právní divize Spojené federace planet.
- Lékařská divize Hvězdné flotily (Starfleet Medical) je lékařská složka Spojené federace planet.
- Operační divize Hvězdné flotily (Starfleet Operations)
- Bezpečnostní divize Hvězdné flotily (Starfleet Security)
- Taktická divize Hvězdné flotily (Starfleet Tactical)